# Victor Van Wambeke
Victor Paul François Joseph Van Wambeke (Aalst, 27 augustus 1813 - aldaar, 3 december 1896) was een Belgisch advocaat en politicus voor de Katholieke Partij.

## Biografie

### Familie
François Van Wambeke was een zoon van Charles-François Van Wambeke, gemeenteraadslid en ontvanger van de Burgerlijke Godshuizen in Aalst, en Thérèse Beeckman de Crayloo. Hij trouwde in 1842 in Aalst met Eugénie De Vis (1822-1854) en in tweede huwelijk in 1856 in Aalst met barones Emilie van der Noot de Vrechem (1826-1902), dochter van Frederik Van der Noot de Vrechem, burgemeester van Aalst.
Zijn broer Auguste Van Wambeke (1812-1869) was advocaat. Hij was een schoonbroer van Auguste de Portemont, advocaat, vrederechter, gemeenteraadslid van Geraardsbergen en volksvertegenwoordiger. Zijn kleindochter huwde met Paul Piéraert, volksvertegenwoordiger.

### Loopbaan
Van Wambeke promoveerde tot doctor in de rechten (1834) aan de Rijksuniversiteit Gent. Hij vestigde zich als advocaat en bleef dit beroep uitoefenen tot op het einde van zijn leven, eerst in Gent, daarna in Dendermonde. Van 1845 tot 1883 was hij waarnemend vrederechter in Aalst.
In 1864 werd hij katholiek volksvertegenwoordiger voor het arrondissement Aalst en vervulde dit mandaat tot in 1894. Van 1884 tot 1894 was hij ondervoorzitter.
In 1866 werd Van Wambeke gemeenteraadslid van Aalst en van 1871 tot 1895 was hij er burgemeester.
Hij was beheerder van de Compagnie de Bruxelles Société Anonyme pour l'Assurance à Primes contre l'Incendie.